# Federação de Futebol da Armênia

old logo

A Federação de Futebol da Armênia (português brasileiro) ou Arménia (português europeu), FFA (em armênio: Հայաստանի ֆուտբոլի ֆեդերացիան, ՀՖՖ) é o órgão que governa a prática profissional do futebol na Armênia. A entidade organiza a liga de futebol local, o Campeonato Armênio de Futebol, a seleção de futebol local e a seleção feminina local. Sua sede fica em Ierevan.
A FFA recebeu um campo de futebol com grama sintética da FIFA através do seu Programa GOAL.

## Historial no Campeonato da Europa
- Organizações: 0
- Participações: 0
- Títulos: 0
- Finais: 0
- Ronda de qualificação:
  - Presenças: 3
  - Jogos: 28
  - Vitórias: 5
  - Empates: 5
  - Derrotas: 19
  - Golos marcados: 20
  - Golos sofridos: 48